# 大東夜市
22°59′01″N 120°13′04″E / 22.983621°N 120.217788°E
大東夜市，位於臺南市東區的一個夜市，在林森路一段上，鄰近住宅區及其他學區，近年來擁有高度的知名度，人潮快速成長。大東夜市已於2023年9月拆分為「大東夜市」及「大東東夜市」。

## 概述

### 夜市簡介
不同於其他夜市多位於縱貫鐵路以西的舊市區，大東夜市地點位於東區，屬於人口新興成長區，且鄰近多所大專院校、鄰近無其他競爭對手，業績頗佳。營業時間為每週一、二、五，下午六點至凌晨一點三十分。原本星期一沒有營業，後來生意愈來愈好，加上禮拜一沒有大型夜市與其競爭，遂星期一也跟著營業。
大東夜市屬於台南市新一代的夜市，於2000年3月9日開市，原址為大東點心城，是一個近十年來迅速成長的夜市。由於空地面積稍嫌不足，近幾年有向四周擴散的趨勢，算是台南市東區具指標性的夜市。目前尚未規劃專用的汽車停車場，僅有機車停車場，是唯一美中不足之處。另外，歷史悠久的小北成功夜市也是每週二、五營業，後起之秀的大東夜市成了強勁的競爭對手，彼此間有各自的擁護者支持著。
大東夜市於2023年8月29日因租約到期暫停營業，並拆分為「大東夜市」及「大東東夜市」，分別於9月11日及9月18日開幕。

### 口訣
臺南市最著名的幾個夜市為花園夜市、大東夜市、武聖夜市，各夜市營業時間不同，故民間有「大大武花大武花」或「大尖武花尖武花」等口訣，方便記憶各夜市營業日。口訣中之「大」即大東夜市。

## 交通資訊
- 位於林森路一段上，台南監理所旁。
- 大台南公車[9]：

| 編號 | 路線                                           | 停靠站     |
| ---- | ---------------------------------------------- | ---------- |
| 0左  | 台南火車站（北站）－台南火車站（北站）         | 大東夜市站 |
| 0右  | 台南火車站（南站）－台南火車站（南站）         | 大東夜市站 |
| 70左 | 永華市政中心（府前路）－永華市政中心（府前路） | 大東夜市站 |
| 70右 | 永華市政中心（府前路）－永華市政中心（府前路） | 大東夜市站 |

## 外部連結
- （繁體中文）旅遊經 - 專業的旅遊入口網站